# Короново (Великопольське воєводство)
Короново (пол. Koronowo) — село в Польщі, у гміні Ліпно Лещинського повіту Великопольського воєводства.
Населення — 142 особи (2011).
У 1975-1998 роках село належало до Лешненського воєводства.

## Демографія
Демографічна структура станом на 31 березня 2011 року:
|          | Загалом | Допрацездатний вік | Працездатний вік | Постпрацездатний вік |
| -------- | ------- | ------------------ | ---------------- | -------------------- |
| Чоловіки | 70      | 22                 | 46               | 2                    |
| Жінки    | 72      | 20                 | 40               | 12                   |
| Разом    | 142     | 42                 | 86               | 14                   |